# Csicsátka Antal
Csicsátka Antal (Érsekújvár, 1911. január 18. – Utica, New York állam, USA, 1976. július 9.) magyar postamérnök, a segédvivős sztereórendszer feltalálója, az első magyar magnetofon (Vörös Szikra) megalkotója. Kossuth-díjas (1953), kétszeres sztahanovista.

## Élete
A budapesti Műegyetem elvégzése után, 1938-ban a Posta Kísérleti Állomás fejlesztőmérnöke lett. Első jelentős eredménye az AEG gyártmányú vivőfrekvenciás rendszerek átalakítása volt. A háború alatt az állomásokon a vivőfrekvenciás berendezések telepítésének és átcsoportosításának munkálatait irányította. 1945-ben áthelyezték a Posta Vezérigazgatóságához, de még abban az évben kilépett és műszerépítő-javító műhelyt hozott létre. A harminc fővel dolgozó műhely előbb tönkrement berendezéseket újított fel, később átviteltechnikai célokra új műszereket fejlesztett és gyártott. 
Kisvállalatát 1949-ben államosították, melyből a Mechanikai Laboratórium jött létre. Megbízták a műszaki vezetői teendők ellátásával, számos berendezés fejlesztését irányította. Az ő nevéhez fűződik az első magyar gyártmányú magnetofon kifejlesztése és elkészítése. Ekkoriban kezdett foglalkozni a sztereóátvitel és sztereórögzítés problémáival.

## Az Egyesült Államokban
1956-ban az Egyesült Államokba távozott, a General Electricnél helyezkedett el, fő feladata audio termékek fejlesztése volt. Kidolgozta a jelenleg világszerte alkalmazott segédvivős, kétcsatornás sztereó rádió működési elvét. A gyakorlati megvalósítást és a hozzá kapcsolódó gyártmányokat is kifejlesztette és szabadalmaztatta 1961-ben. További tizenhárom szabadalmával védett módszerei ma is részei a rádióműsorszórásnak. Vállalatot alapított a kábeltelevíziózás eszközeinek fejlesztésére és gyártására. Az ő nevéhez fűződik az első, egy chipen megvalósított rádiókészülék is.

## Hagyatéka
A szakmai hagyatéka a Rádiómúzeum (Kismaros) gyűjteményében, kiállításán tekinthető meg.

## Elismerése
- Kossuth-díj (1953)
- Modern Pioneer in Creative Industry díj (1966)
- Jelentős eredményeiért megkapta az elektronikában nagy presztízsnek számító Charles Proteus Steinmetz-díjat. (1975)